# Alberta Watson
Faith Susan Alberta Watson (Toronto, 6 maart 1955 – aldaar, 21 maart 2015) was een Canadees actrice. Ze was vooral bekend voor haar rol als Madeleine in de Canadese televisieserie Nikita (1997-2001) en van haar rol als Erin Driscoll in het vierde seizoen van 24.
Watson overleed in 2015 na een lang gevecht tegen kanker.

## Filmografie
- Nikita (2010-2012)
- A Lobster Tale (2006)
- Away from Her (2006)
- Citizen Duane (2006)
- 24 (tv) (2004-2005)
- Some Things That Stay (2004)
- Irish Eyes (2004)
- My Brother's Keeper (2004)
- The Prince and Me (2004)
- The Wild Dogs (2002)
- The Wild Dogs (2002)
- Tart (2001)
- Hedwig and the Angry Inch (2001)
- The Art of Woo (2001)
- Deeply (2000)
- Desire (2000)
- The Life Before This (1999)
- Seeds of Doubt (1998)
- Nikita (tv) (1997-2001)
- The Sweet Hereafter (1997)
- Shoemaker (1996)
- Sweet Angel Mine (1996)
- Hackers (1995)
- Spanking the Monkey (1994)
- Zebrahead (1992)
- Law & Order (tv) (1991-1992)
- The Hitman (1991)
- Destiny to Order (1989)
- White of the Eye (1988)
- Women of Valor (1988)
- Best Revenge (1984)
- The Keep (1983)
- The Soldier (1982)
- Dirty Tricks (1981)
- In Praise of Older Women (1979)
- Stone Cold Dead (1979)
- Power Play (1978)